# JIS X 0213
JIS X 0213 — промисловий стандарт кодування графічних символів японської мови в Японії.

## Короткі відомості
JIS X 0213 є розширеною версією промислового стандарту JIS X 0208:1997. Вперше його було затверджено 2000 року і переглянуто 2004 року. До 2000 року JIS X 0213 скорочено називався JIS 2000. а після 2004 — JIS 2004.
Повна назва стандарту:
- укр. Розширений набір, кодований двома байтами семи- та восьмибітних ієрогліфів для інформаційного обміну
- англ. 7-bit and 8-bit double byte coded extended kanji sets for information interchange
- яп. 7ビット及び8ビットの2バイト情報交換用符号化拡張漢字集合

Хоча стандарт JIS X 0213 є розширенням JIS X 0208, він не корелюється з стандартом JIS X 0212:1990, а тому, по-суті, є новим стандартом. Він нараховує 11 233 графічних кодованих символів японської мови, з яких 4 354 були наново додані через високу необхідність. Загалом цей стандарт перевищує за якістю та всеохоплюваністю своїх попередників.
JIS X 0213 складається з двох «площин» — таблиць розміром 94×94 символів. Площина 1 є розширеним набором JIS X 0208, що містить ієрогліфи 1—3 рівнів, неієрогліфічні знаки японських силабічних абеток хірагани і катакани, разом із літерами для айнської мови, латинську, грецьку та кириличну абетки, числа, різноманітні символи. Площина 2 містить лише ієрогліфи 4 рівня. Кожний знак стандарту закодований двома байтами.
JIS X 0213 визначає деякі семи та восьмибітові кодування, включаючи EUC-JIS-2004, ISO-2022-JP-2004 та Shift_JIS-2004, а також мапування для кожного символу між ISO/IEC 10646 (Юнікод).
Юнікод версії 3.2 містить всі знаки JIS X 0213, за винятком тих символів які можуть бути представлені комбінацію з двох знаків. Через те, що деякі ієрогліфи знаходяться у Площині 2, то в Юнікоді, що підтримує лише базову багатомовну площину, вони не відображаються.